# Invierno (escultura)
Invierno es una estatua de bronce  de una mujer joven creada por el escultor francés Jean-Antoine Houdon en 1787.  La estatua está actualmente en exhibición en el Museo Metropolitano de Arte y pertenece al período neoclásico.

## Descripción
Invierno representa la forma núbil de una mujer joven vestida solo con un chal. Su creador, el escultor neoclásico del siglo XVIII Jean-Antoine Houdon, pretendía que la estatua fuera una alegoría de la temporada de invierno. Esta intención se refleja tanto en el material utilizado (un bronce frío y oscuro) como en las características de la escultura. Los brazos de la mujer se cruzan sobre su pecho y estómago, presionando su escasa prenda contra su piel. Su mirada está baja, mientras que su pierna derecha está ligeramente elevada y cruzada antes que la izquierda, exhibiendo su cuerpo una postura defensiva. En cuanto a su vestimenta, el Museo Metropolitano de Arte lo describe como "elegante pero difícilmente adecuada". El dobladillo de su chal está visiblemente deshilachado, y la tela apenas cubre su cuerpo sensual.  
Una vez terminadas, esta obra junto con Bather, otro trabajo de Houdon, impresionaron a la élite artística francesa por su erotismo percibido. La obra Invierno está actualmente en exhibición en el Museo Metropolitano de Arte. La estatua está localizada en la colección griega y romana del museo.
|                                      |
| Vista del lado derecho de la estatua |

|                                        |
| Vista del lado izquierdo de la estatua |

|                              |
| Vista de la estatua de atrás |

|                                |
| Vista de la cara de la estatua |